# Grand Prix automobile de Nouvelle-Zélande 1954
Résultats du Grand Prix de Nouvelle-Zélande 1954 de Formule Libre qui a eu lieu à Auckland sur le circuit d'Ardmore le 9 janvier 1954.

## Classement de la course
| Pos. | Pilote                    | Écurie                       | Tours | Temps/Abandon     |
| ---- | ------------------------- | ---------------------------- | ----- | ----------------- |
| 1    | Stan Jones                | Maybach special-Maybach      | 100   | 2 h 45 min 20 s 0 |
| 2    | Ken Wharton               | BRM P15-BRM                  | 100   | 2 h 45 min 13 s 3 |
| 3    | Tony Gaze                 | HWM-Alta                     | 100   | 2 h 46 min 22 s 3 |
| 4    | Horace Gould              | Cooper-Bristol Mk II-Bristol | 100   | 2 h 45 min 16 s 0 |
| 5    | Ron Roycroft              | Alfa Romeo Tipo B-Alfa Romeo | 100   | 2 h 48 min 49 s 0 |
| 6    | Jack Brabham              | Cooper-Bristol Mk II-Bristol | 100   | 2 h 54 min 52 s 5 |
| 7    | Ross Jensen               | Austin-Healey 100-Austin     | 100   |                   |
| 8    | Arnold Stafford Ron Frost | Cooper Mk VII-Norton         | 100   |                   |
| 9    | Bill Lee                  | Cooper Mk VI-JAP             | 100   |                   |
| 10   | Peter Harrison            | Cooper Mk II-JAP             | 100   |                   |
| 11   | Fred Zambucka             | Maserati 8CM-Maserati        | 100   |                   |
| 12   | David Crozier             | Austin-Healey 100-Austin     | 100   |                   |
| 13   | Keith Roper               | Austin-Healey 100-Austin     | 100   |                   |
| 14   | Phil Neill                | FSS Special-Ford             | 100   |                   |
| Abd. | Ray Archibald             | Jaguar XK120-Jaguar          | 91    | Radiateur         |
| Abd. | Syd Jensen                | JBS-JAP                      |       |                   |
| Abd. | Fred Tuck                 | Cooper-Bristol Mk I-Bristol  | 84    | Huile             |
| Abd. | Lex Davison               | HWM-Jaguar                   |       |                   |
| Abd. | Lou Molina                | MM Special-Holden            |       |                   |
| Abd. | John McMillan             | Alfa Romeo Tipo B-Alfa Romeo |       |                   |
| Abd. | Peter Whitehead           | Ferrari 125-Ferrari          | 15    | Transmission      |
| Abd. | Tom Hawkes                | Allard J2-Mercury            |       |                   |
| Abd. | Morrie Stanton            | Stanton Special-De Havilland |       |                   |
| Abd. | Allan Freeman             | Cooper Mk IV-JAP             | 10    | Moteur            |
| Np.  | Arthur Wylie              | Wylie-Javelin-Jowett         |       |                   |
| Np.  | George Smith              | GeeCeeEss-Chrysler           |       |                   |
| Np.  | Hec Green                 | RA-RA                        |       |                   |
| Np.  | Roly Crowther             | Goldfinch Special-Ford       |       |                   |
| Np.  | Don Tilsley               | Singford-Ford                |       |                   |
| Np.  | Peter Ward                | JBS-Norton                   |       |                   |
| Np.  | Ron Edgerton              | Alfa Romeo Monza-Alfa Romeo  |       |                   |
| Np.  | Ron Symons                | SH Special-RA                |       |                   |
| Np.  | Les Moore                 | Kieft C50-Vincent            |       |                   |
| Np.  | George Palmer             | Palmer Special-Mercury       |       |                   |
| Np.  | Ron Sutherland            | DeSoto Special-DeSoto        |       |                   |

Légende:
- Abd.= Abandon ; Np.=Non partant

## Pole position et record du tour
- Pole position :  Ken Wharton.
- Meilleur tour en course :  Ken Wharton : 1 min 34 s 0.

## Tours en tête
- Ken Wharton : 47 tours (1-45 / 52-54)
- Stan Jones : 53 tours (46-51 / 55-100)